# Lady of Burlesque
Lady of Burlesque ist eine US-amerikanische Literaturverfilmung von William A. Wellman aus dem Jahr 1943. Sie beruht auf dem Roman G-String Murders von Burlesque-Tänzerin Gypsy Rose Lee aus dem Jahr 1941.

## Handlung
Im Alten Opernhaus in New York ist die junge Dixie Daisy der neue Star der Show, wobei das gesamte Ensemble der Burlesque-Tänzerinnen zerstritten ist. Vor allem die mondäne Lolita La Verne, die stets ein Foto ihrer Mutter auf ihrem Schminktisch stehen hat, sorgt für Kontroversen. Dixie wiederum hat nicht nur mit den Frauen, sondern auch mit den Männern Probleme, so ist Komiker Biff Brannigan, mit dem sie als Duo auftritt, in sie verliebt, doch weist sie ihn regelmäßig ab. Bei einem ihrer Auftritte stürmt die Polizei für eine Razzia das Gebäude. Das Licht geht aus und Dixie wird hinter der Bühne von einer unbekannten Person gewürgt, bis sie ohnmächtig wird. Keiner weiß, wer der Täter war und wem der Mordversuch eigentlich galt. Nicht nur die Tänzer und Angestellten des Hauses sind verdächtig. Auch Lolitas brutaler Freund Louie käme als Täter infrage, behandelt er Lolita doch schlecht und ist zudem auf ihren Bühnenpartner Russell Rogers rasend eifersüchtig. Auch der alte „Stacchi“ Stacciaro mag Burlesque nicht besonders und trauert der Zeit hinterher, in der die Alte Oper noch eine Oper war. Dixie vermutet, dass der Täter das Ziel hat, das Opernhaus schließen zu lassen.
Dixie lernt kurz darauf den ehemaligen Star der Show kennen, der sich nur Prinzessin Nirvena nennt. Sie benutzt einen künstlichen Akzent und es geht unter den Tänzerinnen das Gerücht, dass Nirvena einst in Toledo aufgetreten ist. Nirvena weist den Vorwurf zurück. Bei einem Auftritt Dixies haben Lolita und Louie hinter der Bühne so laut Streit, dass Dixie, Bill und andere auf der Bühne ein Lied improvisieren müssen. Kurz darauf findet Dixie Lolita tot in der Garderobe vor. Sie wurde anscheinend mit ihrem eigenen String-Tanga erwürgt. Bevor Inspektor Harrigan den Mord untersuchen kann, ist das Kleidungsstück jedoch verschwunden. Beim Verhör findet der unschuldige Bill es in seiner Jackentasche. Andere sind ebenfalls verdächtig: Dixie, weil sie allein war, als sie Lolita fand, Louie, weil er mit ihr Streit hatte, Rogers, weil er ihr Geliebter war, und die Tänzerin Dolly Baxter, weil sie mit Russel verheiratet ist. Harrigan eröffnet dem Ensemble schließlich, dass Lolita vergiftet wurde, bevor sie durch Erwürgen starb.
Dixie und Biff kommen sich näher, doch hindert Dixie die Polizei nicht daran, ihn zu verhaften, als er den Tanga heimlich entsorgen will. Dixie entdeckt unterdessen, dass Lolitas Bild ihrer Mutter von ihrem Tisch verschwunden ist. Von Lolitas Konto wurden 10.000 Dollar abgehoben, die fehlen. Rogers wiederum wird nun häufig mit Nirvena gesehen, die zum neuen Star der Burlesque-Show erhoben wird. Dixie hat genug und kündigt bei Revueleiter S.B. Foss. Biff wird aus dem Gefängnis entlassen, wo er sich die Zeit mit dem Lesen alter Zeitungen vertrieben hat. Kurz darauf wird Nirvena ebenfalls erwürgt gefunden. Louie gilt als verdächtig, weil der Rahmen vom Foto von Lolitas Mutter bei ihm gefunden wurde. Er taucht im Theater auf und schießt um sich. Von der Polizei verfolgt, stürzt er sich im Theater in die Tiefe und stirbt. Als Mörder Nirvenas kommt er jedoch nicht infrage. Vielmehr wird deutlich, dass Foss von ihr erpresst wurde, da beide in Toledo ein Verhältnis hatten. Foss hat Nirvena für ihr Schweigen gut bezahlt. Rogers wiederum hat von Nirvena die 10.000 Dollar bekommen, die auf Lolitas Konto plötzlich fehlten. Er sagt, Nirvena hätte sie ihm für die Realisierung eines seiner Stücke gegeben. Rogers gibt zu, dass er hörte, die Nirvena Lolita vergiftete, da Lolita von Nirvenas Auftritten in Toledo wusste. Sie erwürgte sie jedoch nicht; Rogers fand Lolita dennoch nur noch tot vor, sodass der Würger weiterhin aktiv sein muss.
Die Polizei empfiehlt, die Alte Oper vorübergehend zu schließen. Zwar willigt Foss ein, doch ahnt Dixie, dass die Schließung genau im Sinne des Mörders wäre. Sie weigert sich und andere Tänzerinnen schließen sich ihr an. Dixie bleibt kurz darauf allein in der Garderobe zurück, als sich der Mörder auf sie stürzt und sie erwürgen will. Schnell ist die Polizei unter der Anführung von Biff bei ihr und befreit sie. Beim Täter handelt es sich um den alten „Stacchi“ Stacciaro, der die Burlesque-Shows hasst. Biff hatte in der alten Zeitung gelesen und erkannt, dass Lolitas Mutter seine Tochter war. Er reagierte mit Hass, als er erkannte, dass seine Enkelin Burlesque-Tänzerin geworden war, und tötete sie, als sie von Nirvena bereits vergiftet worden war. Nirvena musste sterben, weil sie ihn als Täter gesehen hatte.
Stacciaro wird verhaftet. Dixie wiederum erhält von Biff einen Heiratsantrag, den sie erfreut annimmt. 

## Produktion
Lady of Burlesque war einer von mehreren Filmen, bei denen Barbara Stanwyck und Regisseur William A. Wellman zusammenarbeiteten, sowie das Filmdebüt von Hauptdarsteller Michael O’Shea. Der Film wurde vom Dezember 1942 bis Januar 1943 unter dem Arbeitstitel G-String Murders gedreht. Die Kostüme stammen von Natalie Visart, wobei die Kostüme für Barbara Stanwyck von Edith Head geschaffen wurden. Die Filmbauten stammten von Joseph B. Platt. Barbara Stanwyck singt im Film das Lied Take It Off the E-String von Sammy Cahn und Harry Akst. Frank Fenton hat zudem einen Auftritt mit dem Lied So This Is You.
Der Film hatte am 14. Mai 1943 seine New-York-Premiere und kam im Mai in die US-amerikanischen Kinos.

## Kritik
Die New York Times kritisierte, dass der Film sich in Schneckentempo entwickle, die Dialoge unglaublich banal seien und der Mörder sich selbst vorzeitig entlarve. Variety nannte den Film „gute Unterhaltung für die breite Masse“.

## Auszeichnungen
Lady of Burlesque wurde 1944 für einen Oscar in der Kategorie Beste Filmmusik – Drama/Komödie (Arthur Lange) nominiert.